# Obervolbach

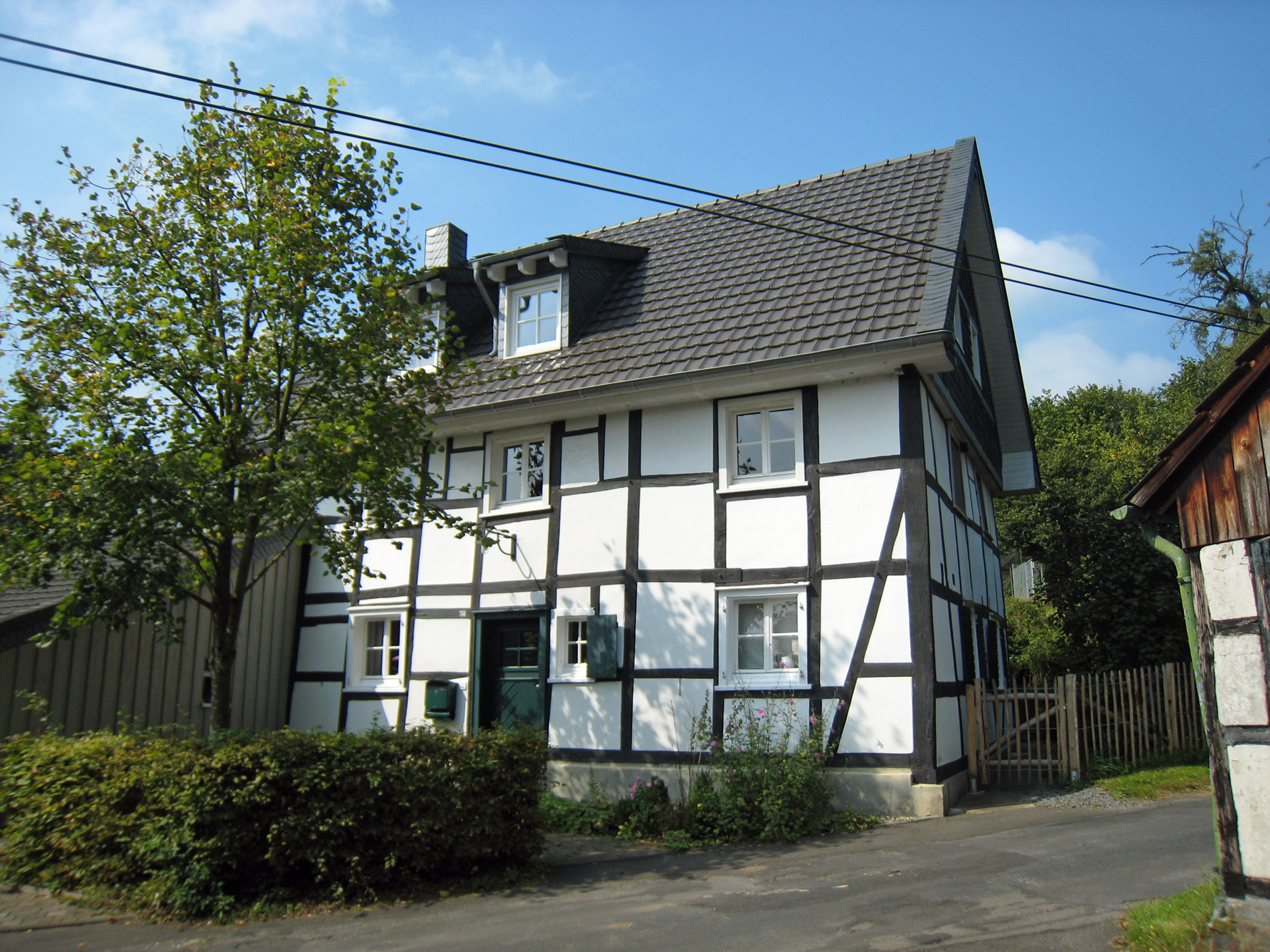
Haus in Obervolbach 2014

Obervolbach ist ein Ortsteil im Stadtteil Herkenrath von Bergisch Gladbach.

## Geschichte
Im Urkataster wird die Siedlung Obervolbach südöstlich des Weilers Strasse verzeichnet. Ursprünglich gab es eine mittelalterliche Siedlungsgründung Volbach. Dieser Name wurde in den folgenden Jahrhunderten auf weitere Hofgründungen in der Umgebung übertragen. Daher war eine weitere Differenzierung erforderlich. Das Urkataster von 1827 weist eine Volbach-Namensgruppe auf, die sich aus den Siedlungen Volbach, Ober-Volbach, Veldersvolbach und Hinterwinds Volbach zusammensetzt. Der Name Untervolbach ist wahrscheinlich erst nach 1930 entstanden. 1905 zählten alle Ortschaften, in deren Namen die Bezeichnung Volbach vorkam, zusammen 21 Wohngebäude mit 116 Einwohnern. Volbach heißt auch der Bach, der durch die vorerwähnten Ortschaften fließt und in Immekeppel in die Sülz einmündet. Die Bezeichnungen Veldersvolbach und Hinterwinds Volbach existieren nicht mehr. Das Wort Volbach bedeutet Vogelbach.